# 身体知―身体が教えてくれること
『身体知―身体が教えてくれること』（しんたいち からだがおしえてくれること）は、内田樹と三砂ちづるの対談集。出産、育児、教育などが対談の主なテーマである。
2006年4月24日、バジリコより刊行された。装丁はアジール・デザイン。2010年10月20日、講談社+α文庫として文庫化された。文庫化に際してタイトルは『身体知―カラダをちゃんと使うと幸せがやってくる』に変更された。 
三砂ちづるは、内田樹の小学校以来の旧友として知られる実業家の平川克美とも幾度か対談を行っている。三砂と平川の対談は株式会社ラジオカフェから現在音声データとして販売されている。